# Tristan Valentin
Tristan Valentin (Le Blanc-Mesnil, 23 de febrero de 1982) es un ciclista francés, especializado en las pruebas de pavé,[cita requerida] que debutó como profesional en 2004 con el equipo Auber 93.
En 2006 fue suspendido 6 meses por dopaje, debido a una sustancia prescrita por el médico del equipo antes del Gran Premio CTT Correios de Portugal. El equipo dio la razón al corredor y expulsó al médico.

## Palmarés
2005
- Gran Premio de la Ville de Nogent-sur-Oise
- Tro Bro Leon

## Resultados en Grandes Vueltas
| Carrera | Carrera         | 2004 | 2005 | 2006 | 2007  | 2008 | 2009 | 2010 | 2011  | 2012 | 2013 |
| ------- | --------------- | ---- | ---- | ---- | ----- | ---- | ---- | ---- | ----- | ---- | ---- |
|         | Giro de Italia  | —    | —    | —    | 132.º | —    | —    | —    | —     | —    | —    |
|         | Tour de Francia | —    | —    | —    | —     | —    | —    | —    | 118.º | —    | —    |
|         | Vuelta a España | —    | —    | —    | —     | —    | —    | —    | —     | —    | —    |

―: no participa
Ab.: abandono

## Equipos
- Auber 93 (2002[3] -2005)
  - BigMat-Auber 93 (2002-2003)
  - Auber 93 (2004-2005)
- Cofidis (2006-2013)
  - Cofidis, le Crédit par Téléphone (2006-2008)
  - Cofidis, le Crédit en Ligne (2009-2012)
  - Cofidis, Solutions Crédits (2013)